# Orval (berg)
Orval är ett berg i Storbritannien.   Det ligger i kommunen Highland och riksdelen Skottland, i den nordvästra delen av landet, 700 km nordväst om huvudstaden London. Toppen på Orval är 571 meter över havet. Orval ligger på ön Rùm.
Terrängen runt Orval är huvudsakligen kuperad, men åt sydväst är den platt. Havet är nära Orval västerut. Trakten runt Orval består i huvudsak av gräsmarker.